# Ngô Thì Điển
Ngô Thì Điển (吳時典), tự Kính Phủ, hiệu Tĩnh Trai; là nhà thơ Việt Nam ở nửa cuối thế kỷ 18 đến nửa đầu thế kỷ 19.

## Tiểu sử
Ngô Thì Điển là người làng Tả Thanh Oai, huyện Thanh Oai, trấn Sơn Nam (nay là thuộc huyện Thanh Trì, Thành phố Hà Nội).
Ông là con trai trưởng của danh sĩ Ngô Thì Nhậm. Chưa rõ năm sinh năm mất của ông, nhưng căn cứ vào tuổi của cha, và căn cứ vào sáng tác của ông, có thể đoán biết dưới thời Tây Sơn, ông đã trưởng thành.
Lúc trẻ, ông từng là Giám sinh ở Quốc tử giám, có đi dạy học ở Bắc Giang, và có ở Huế khoảng 10 năm, nhưng không rõ ông có làm quan cho nhà Nguyễn hay không.
Theo đề xướng của chú là Ngô Thì Trí, ông đã bỏ công sức biên tập và làm ra bộ sách Ngô gia văn phái đồ sộ .
Ngô Thì Điển mất năm nào không rõ. Ông còn để lại tập Dưỡng chuyết thi văn (Thơ văn nuôi dưỡng cái chí vụng về). Bản chép tay hiện lưu trữ trong Thư viện Viện Nghiên cứu Hán Nôm Hà Nội mang ký hiệu A.117a/21.

## Nhận xét
Trích ý kiến của:
- Phạm Văn Ánh trong Từ điển văn học (bộ mới):

Ngô Thì Điển sinh trưởng trong một gia đình sa sút ở thời loạn lạc. Cảm giác "thân khốn, nhà nghèo, nước loạn" luôn thường trực và chi phối nhiều tác phẩm của ông. Ngoài ra, ông cũng hay trăn trở về kiếp nhân sinh ngắn ngủi (như Khóc tiên muội Kim Đài), mong muốn phá chấp, cho "tấm lòng không bị câu thúc vì phép tắc nào cả" để trở về với bản chất hồn nhiên của mình (như Túy ngâm).
Trong Dưỡng chuyết thi văn, ông cũng dành khá nhiều bài vịnh về các danh lam thắng cảnh, nhưng lại mang đậm chất triết lý, chừng như có chút nuối tiếc về một thời đã qua (như: Phật tích tự, Tây Phương sơn tự, Lữ đình dạ phú,...). Nhìn chung, thơ ông giàu suy tư, ẩn chưa một thái độ ngang tàng khinh bạc. Phần nhiều các bài đều mang âm hưởng trầm buồn, lời thơ giản dị...
- Nguyễn Thạch Giang trong Văn học thế kỷ 18:

Phần lớn sáng tác của ông được viết ra dưới thời Nguyễn, nhưng có vẻ có vẻ ông không bằng lòng với thực tại lúc bấy giờ. Đối với ông, dường như những năm tháng chống giặc giữ nước dưới thời Tây Sơn mới là điều hấp dẫn lớn (như Hoài cựu).

## Giới thiệu thơ
Trong sách Văn học thế kỷ 18 (xuất bản 2004) do PGS. Nguyễn Thạch Giang làm chủ biên, đã giới thiệu 13 bài thơ trong tập Dưỡng chuyết thi văn của Ngô Thì Điển. Ở đây giới thiệu một bài: 
| Hoài cựu (kỳ nhị): Phiên âm Hán-Việt: Mạn khoa cẩm tú thử giang san, Phi độ lâu thuyền thuấn tức gian. Phàm tiếp ảnh liên Lô Nhĩ trách, Tinh kỳ thái huyến Đẩu Ngưu hàn. Tẩu xa cố chủ di thiên hận, Thê giáp tân quân văng nhất nan Khước điệu vi nho phùng bỉ vận, Cảm thời bất cấm lệ san san. | Dịch nghĩa: Nhớ việc cũ (bài thứ hai) Cứ khoe khoang non sông gấm vóc, Trong nháy mắt thuyền chiến (của vua Quang Trung) đã bay qua sông. Bóng buồm, bóng chèo nối liền nhau chật cả sông Lô, sông Nhị, Màu cờ xí rự rỡ làm lạnh toát, sao Ngưu sao Đẩu. Chúa cũ (chỉ Trịnh Khải) chạy cùng đường, đắng cay nuốt hận, Vua mới (chỉ Lê Chiêu Thống) đi ẩn náu, muôn nỗi gian nan. Thương cho nhà nho khi vận bí, Cảm thời khôn cản lệ chan hòa . |

## Sách tham khảo
- Nguyễn Thạch Giang (chủ biên), mục từ Ngô Thì Điển trong Văn học thế kỷ 18. Nhà xuất bản Khoa học Xã hội, 2004.
- Phạm Văn Ánh, mục từ Phạm Thì Điển trong Từ điển văn học (bộ mới). Nhà xuất bản Thế giới, 2004.